# Московка (станция)
Моско́вка — железнодорожная станция Омского региона Западно-Сибирской железной дороги, расположенная на главном ходу Транссиба в границах города Омска.
Открыта в 1896 году одновременно с продлением Великого Сибирского пути на восток от Омска. Названа по близлежащему населенному пункту Московка (ныне в черте города как посёлок «старая» Московка, в отличие от «новой» Московки).
Станция является внеклассной, открыта для грузовой работы.
Пассажирское движение по станции на 2016 год представлено пятью парами пригородных поездов, связывающими Московку со станциями исилькульского (Лузино) и называевского (Драгунская) направлений. Поезда дальнего следования на станции не останавливаются.
В западной горловине станции к главному ходу примыкает 40-километровое ответвление на станцию Комбинатская (с веткой на ТЭЦ-5), обслуживающее Омский нефтеперерабатывающий завод.
Кроме того, в пределах станции либо в непосредственной близости от нее расположены следующие объекты железнодорожной инфраструктуры:
- Вагонное ремонтное депо Московка
- Ремонтное локомотивное депо Московка